# Chiesa di Sant'Antonino (Castiglione Chiavarese)
La chiesa di Sant'Antonino Martire è un luogo di culto cattolico situato nel comune di Castiglione Chiavarese, in via Antonio Canzio, nella città metropolitana di Genova. La chiesa è sede della parrocchia omonima del vicariato di Sestri Levante della diocesi di Chiavari.

## Storia e descrizione

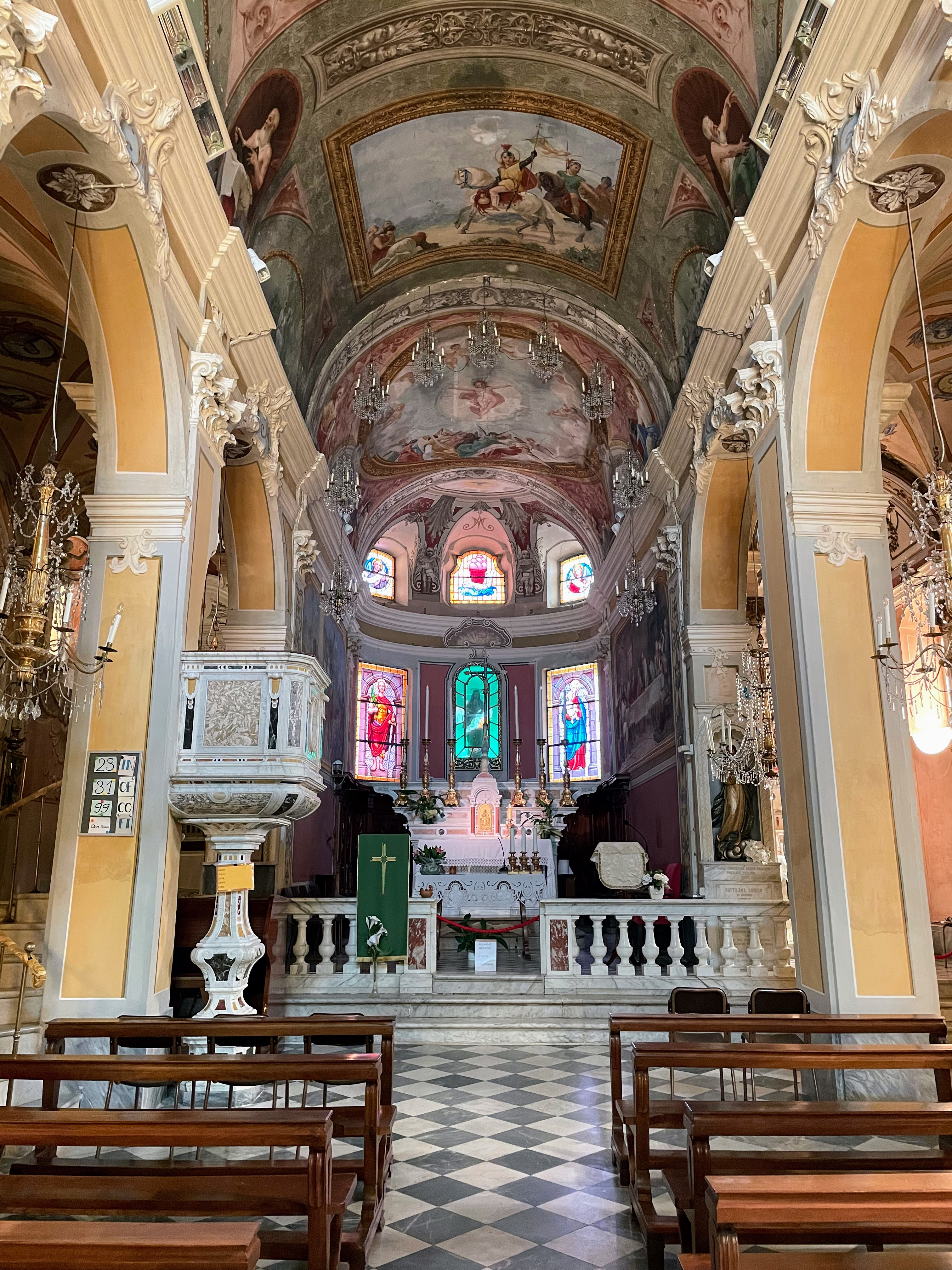
La navata centrale

La costruzione della parrocchiale risale al 1143 e al suo interno sono conservati un pregevole reliquiario del santo - in forma di statua - e due sculture in legno: la Madonna del Carmine, attribuita alla scuola di Anton Maria Maragliano, e Sant'Antonino.
Una prima riedificazione della chiesa avvenne nella metà del XVII secolo, ma la struttura attuale è risalente al secondo ampliamento e rifacimento avvenuto nel 1862.